# Critère de Bohm
Dans la théorie de l'interaction plasma-surface, le critère de Bohm est une inégalité imposant le plus souvent une vitesse minimale pour les ions à l'entrée d'une gaine cathodique ou au voisinage d'une paroi flottante. Cette vitesse minimale pour les ions est alors qualifiée de vitesse de Bohm.

## Description
Le critère de Bohm a été proposé pour la première fois par David Bohm en 1949. Cependant, on peut déjà en trouver un énoncé qualitatif dans les travaux d'Irving Langmuir de 1929 relatifs à l'interaction entre un plasma froid et une surface. Dans son article de 1949, Bohm reprend ce modèle et précise sous forme quantitative la vitesse minimale des ions en fonction de leur masse et de la température des électrons. Par la suite, cette étude a été approfondie pour des modèles de plasma plus complexes, prenant en compte une fonction de distribution plus générale pour les ions au voisinage de la paroi. Le modèle de Bohm traite exclusivement de la gaine cathodique, qui est une région non-neutre électriquement au bord du plasma. Pour obtenir une description complète du plasma et de son interaction avec le matériau, la solution mathématique obtenue doit pouvoir être raccordée avec celle obtenue dans la modélisation de la partie quasi-neutre du plasma. Or, il se trouve que ces modèles présentent le plus souvent une singularité lorsque les ions atteignent la vitesse de Bohm. Dans ce cas, il est généralement admis que la vitesse des ions en entrée de gaine est égale à la vitesse de Bohm. 

## Forme originale du critère de Bohm
Le modèle proposé initialement par Bohm considère le plasma comme un mélange d'ions et d'électrons,. Les sous-ensembles de particules formés par ces espèces constituent deux fluides, interagissant entre eux par l'intermédiaire de forces électrostatiques.
Comme les électrons du plasma sont très légers, ils sont supposés en équilibre thermodynamique avec le potentiel électrostatique {\displaystyle \phi (x)} créé par les particules chargées. Leur densité volumique {\displaystyle n_{e}} peut donc être exprimée selon la loi de Boltzmann :
{\displaystyle n_{e}(x)=n_{s}\exp \left({\frac {e\phi (x)}{kT_{e}}}\right)}
où {\displaystyle k} est la constante de Boltzmann, {\displaystyle e} la charge élémentaire, {\displaystyle T_{e}} la température électronique et {\displaystyle n_{s}} la densité des électrons en entrée de gaine, c'est-à-dire loin de la surface ({\displaystyle x\rightarrow \infty }), cette dernière étant placée en {\displaystyle x=0}. On notera que la référence du potentiel ({\displaystyle \phi =0}) est prise en {\displaystyle x\rightarrow \infty }. A cet endroit, le plasma est quasi-neutre donc la densité {\displaystyle n_{s}} est aussi celle des ions. Autrement dit, {\displaystyle n_{i}(\infty )=n_{e}(\infty )=n_{s}}.
Les ions, de masse {\displaystyle m_{i}}, sont décrits dans le cadre d'un modèle fluide. On leur attribue donc une densité volumique {\displaystyle n_{i}} et une vitesse fluide {\displaystyle v_{i}} obéissant à des équations similaires aux équations d'Euler de la mécanique des fluides "usuelle". En supposant un régime stationnaire d'écoulement, ces équations s'écrivent en une dimension :
{\displaystyle {\frac {d}{dx}}(n_{i}v_{i})=0},    et :
{\displaystyle m_{i}n_{i}v_{i}{\frac {dv_{i}}{dx}}=-{\frac {d}{dx}}(n_{i}kT_{i})-en_{i}{\frac {d\phi }{dx}}}
La première équation traduit la conservation du flux des ions. On peut aussi la voir comme une équation de conservation de la charge qu'ils transportent. La seconde traduit la conservation de la quantité de mouvement des ions : on peut la voir comme une application de la deuxième loi de Newton au fluide ionique. Pour la pression des ions {\displaystyle p_{i}}, on a utilisé la loi des gaz parfaits {\displaystyle p_{i}=n_{i}kT_{i}}. Dans le modèle de Bohm, on fait l'approximation des ions froids consistant à poser {\displaystyle T_{i}=0}. Autrement dit, le terme de pression est négligé. Ceci permet de récrire l'équation de la quantité de mouvement sous la forme suivante, traduisant la conservation de l'énergie mécanique des ions :
{\displaystyle {\frac {1}{2}}m_{i}v_{i}^{2}(x)+e\phi (x)=cte}
En notant {\displaystyle v_{s}} la vitesse des ions en entrée de gaine, loin de la surface et en prenant la référence {\displaystyle \phi =0} en entrée de gaine, on peut écrire plus précisément :
{\displaystyle {\frac {1}{2}}m_{i}v_{i}^{2}(x)+e\phi (x)={\frac {1}{2}}m_{i}v_{s}^{2}}.
d'où l'on peut exprimer la vitesse des ions en fonction du potentiel. En combinant ce résultat avec l'équation de conservation du flux des ions, on obtient l'expression suivante pour la densité d'ions :
{\displaystyle n_{i}(x)=n_{s}\left(1-{\frac {2e\phi (x)}{m_{i}{v_{s}}^{2}}}\right)^{-{1/2}}}
Les densités d'ions et d'électrons forment alors une densité volumique de charges, qui créée un potentiel électrostatique d'après l'équation de Poisson :
{\displaystyle \epsilon _{0}{\frac {d^{2}\phi }{dx^{2}}}=e(n_{e}(x)-n_{i}(x))}
Après calculs, et en supposant que le champ électrique décroit (tend vers 0) lorsque l'on s'éloigne de la surface, cette équation peut, après intégration, se mettre sous la forme :
{\displaystyle {\frac {\epsilon _{0}}{2}}\left({\frac {d\phi }{dx}}\right)^{2}=n_{s}m_{i}v_{s}^{2}\left[\left(1-{\frac {2e\phi }{m_{i}v_{s}^{2}}}\right)^{1/2}-1\right]+n_{s}kT_{e}\left[\exp \left({\frac {e\phi }{kT_{e}}}\right)-1\right]}
Le membre de gauche de cette équation étant positif, celui de droite doit l'être aussi. Ceci doit en particulier être vrai en entrée de gaine, là où {\displaystyle \phi \simeq 0}. En effectuant alors un développement de Taylor au deuxième ordre des fonctions intervenant, on obtient alors l'inégalité : 
{\displaystyle v_{s}\geq u_{B}={\sqrt {\frac {kT_{e}}{m_{i}}}}}
Cette inégalité est le critère de Bohm, et la vitesse {\displaystyle u_{B}} est appelée vitesse de Bohm.